# Deportivo Mandiyú
Club Social y Deportivo Textil Mandiyú – argentyński klub piłkarski z siedzibą w mieście Corrientes.

## Osiągnięcia
- Mistrz drugiej ligi: 1987/88
- Awans do pierwszej ligi: 1988
- Mistrz ligi prowincjonalnej Liga Correntina de Fútbol (31): 1958 Oficial, 1960 Oficial, 1963 Oficial, 1972 Preparación, 1973 Oficial, 1973 Preparación, 1974 Preparación, 1975 Preparacion, 1975 Clausura, 1976 Oficial, 1976 Clausura, 1977 Intermedio, 1979 Oficial, 1979 Apertura, 1979 Intermedio, 1980 Oficial, 1980 Apertura, 1980 Intermedio, 1981 Clausura, 1982 Oficial, 1982 Apertura, 1982 Intermedio, 1982 Clausura, 1983 Apertura, 1984 Apertura, 1985 Oficial, 1985 Clausura, 1986 Apertura, 1990 Oficial, 1990 Clausura, 1992 Estam.

## Historia
Klub założony został 14 grudnia 1952 przez pracowników firmy tekstylnej „Tipoití”. Klub gra obecnie w czwartej lidze argentyńskiej Torneo Argentino B. Swoje mecze domowe rozgrywa na stadionie Estadio José Antonio Romero Feris, oddanym do użytku 28 maja 1918 roku. Ostatni raz klub grał w pierwszej lidze (Primera división argentina) w sezonie 1994/95.